# Poa cusickii ssp. purpurascens
Poa cusickii ssp. purpurascens là một phân loài cỏ trong họ hòa thảo, thuộc chi poa.